# Oh Love
Oh Love – pierwszy singel zespołu Green Day z albumu ¡Uno!. Swoją premierę miał 16 lipca 2012, został wydany przez wytwórnię płytową, Reprise Records. Teledysk do utworu wyreżyserował Samuel Bayer.

## Pozycje na listach
| Państwo           | Notowania (2012)          | Najwyższa pozycja |
| ----------------- | ------------------------- | ----------------- |
| Austria           | Singles Top 75            | 28                |
| Belgia (Flandria) | Ultratip                  | 24                |
| Belgia (Walonia)  | Ultratip                  | 23                |
| Czechy            | Radio Top 100 Oficiální   | 32                |
| Holandia          | Single Top 100            | 88                |
| Japonia           | Japan Hot 100             | 5                 |
| Kanada            | Canadian Hot 100          | 45                |
| Niemcy            | Singles Top 100           | 44                |
| Portugalia        | Singles Top 50            | 41                |
| Stany Zjednoczone | Billboard Hot 100         | 97                |
| Stany Zjednoczone | Billboard Hot 100 Airplay | 81                |
| Stany Zjednoczone | Rock Songs                | 1                 |
| Stany Zjednoczone | Hot Modern Rock Tracks    | 3                 |
| Szwajcaria        | Singles Top 75            | 65                |